# Aad Verschoof
Arie (Aad) Verschoof (Rotterdam, 15 september 1940) is een Nederlands voormalig voetballer die uitkwam voor Feijenoord, DWS, Wilhelmina (Australië), Hermes DVS en PEC.
Na zijn spelersloopbaan werd hij trainer van onder VV Oude Maas, RVV LMO, VV Alexandria '66, VV Zierikzee, in de jeugdopleiding van Feyenoord, EDS, RVV Transvalia, PSV Poortugaal en VV Moordrecht

## Statistieken
| Seizoen | Club       | Land      | Competitie       | Wed. | Goals |
| ------- | ---------- | --------- | ---------------- | ---- | ----- |
| 1960/61 | Feijenoord | Nederland | Eredivisie       | 4    | 0     |
| 1961/62 | Feijenoord | Nederland | Eredivisie       | 1    | 0     |
| 1962/63 | DWS        | Nederland | Eerste divisie   | 12   | 3     |
| 1963/64 | DWS        | Nederland | Eredivisie       | 4    | 0     |
| 1964/65 | Hermes DVS | Nederland | Tweede divisie B | 4    | 0     |
| 1966/67 | PEC        | Nederland | Tweede divisie   | 7    | 1     |
| Totaal  | Totaal     | Totaal    | Totaal           | 32   | 4     |